# Tumo

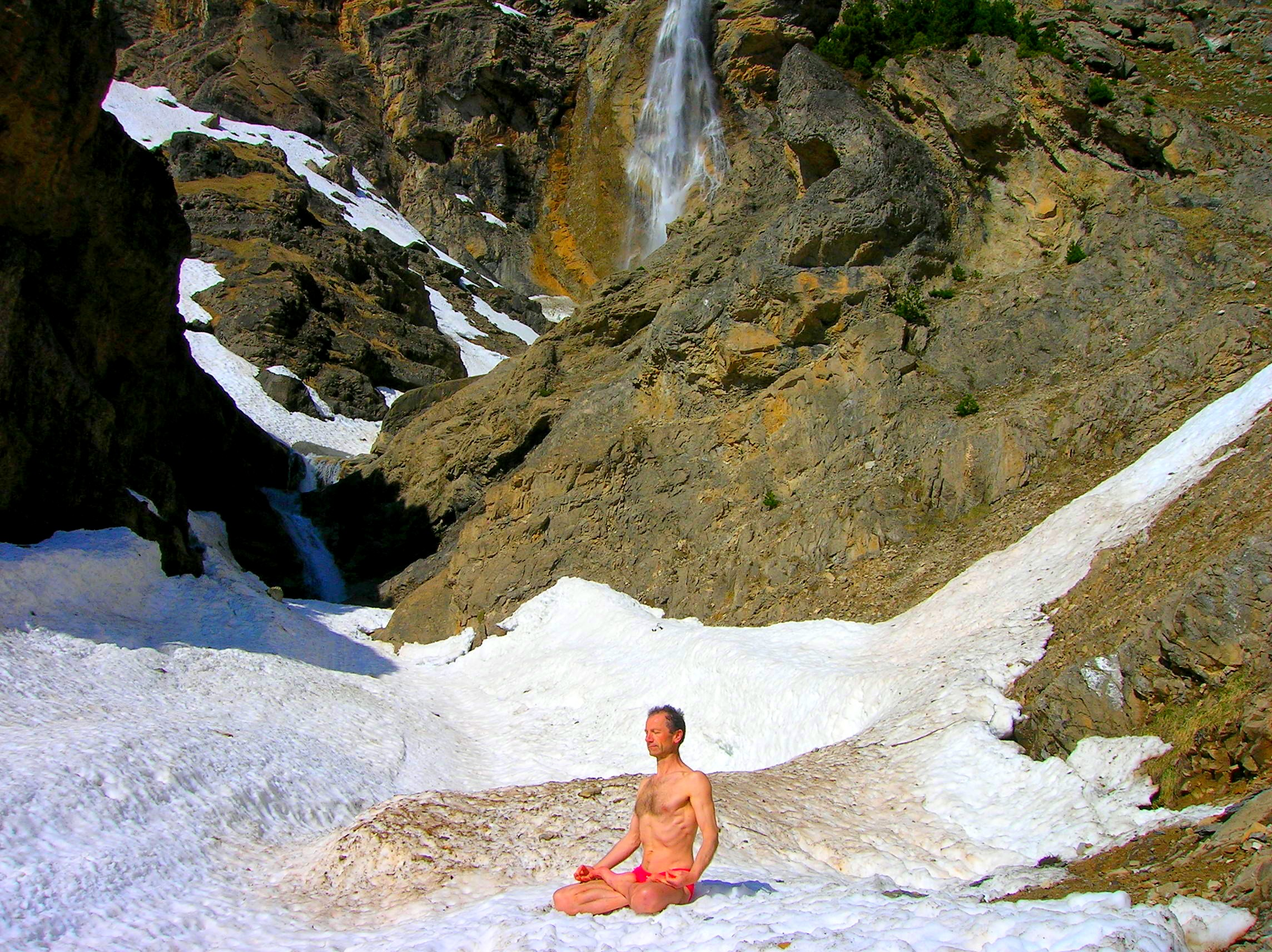

Tummo é uma prática budista tibetana que, por meio de meditação, permitiriam ao praticante a criação de um intenso calor corporal, possibilitando-o suportar ambientes de baixíssimas temperaturas.